# Боривітер сірий
Боривітер сірий (Falco ardosiaceus) — вид хижих птахів родини соколових (Falconidae).

## Поширення
Вид поширений у Західній та Центральній Африці. На сході його ареал поширюється на східну Ефіопію та західну частину Кенії і Танзанії. На півдні він досягає північної частини Намібії та Замбії. Мешкає в саванах і відкритих лісах.

## Опис
Це досить маленький птах, його довжина сягає від 28 до 33 см, розмах крил від 58 до 72 см, а вага до 300 грам. Має плоску верхівку голови і дуже короткі крила, які в стані спокою не виходять за кінчик хвоста. Самиця більша і важча за самця. Оперення однорідне темно-сіре, з темнішими кінчиками крил, з ледь помітними темними смугами на тілі та темними маховими перами. Ноги, дзьоб і гола шкіра навколо очей жовті.

## Спосіб життя
Активний на світанку та в сутінках. Зазвичай полює з високого місця, але зрідка літає. Харчується в основному комахами, ящірками та дрібними ссавцями, такими як кажани, а також дрібними птахами, земноводними та черв'яками. Здобич зазвичай ловлять на землі. Вони іноді харчуються горіхами олійної пальми, це один з небагатьох хижих птахів, які харчуються овочами. Розмноження відбувається з березня по червень на півночі ареалу і з серпня по грудень на півдні. Зазвичай яйця відкладають у гніздо молотоголова (Scopus umbretta). Іноді використовує інше пташине гніздо або нору в дереві. Самиця відкладає від двох до п'яти білих яєць з червонуватими або коричневими плямами, які висиджують від 26 до 31 дня. Пташенята залишають гніздо через 30 днів після вилуплення.